# Río Jicatuyo
El río Jicatuyo es un río hondureño en la zona occidental del país que desemboca en el río Ulúa en el departamento de Santa Bárbara.